# Pierre Affre
Pierre Affre fue un escultor francés, nacido hacia 1590 en Béziers y fallecido en 1669 en Toulouse.

## Vida y obras
Su nombre aparece por primera vez el 21 de enero de 1617, cuando firmó una escritura de compra de yeso en nombre de su maestro Arthus Legoust, escultor de Toulouse, del que se sabe estuvo activo entre 1607 y 1629.
Sabemos que para la entrada solemne de Luis XIII en Toulouse, participaron en la decoración Arthus Legoust, Pierre Monge, arquitecto que había diseñado el proyecto de la sillería del coro en la catedral en 1610, y Jean Chalette (1581-1644), originario de Troyes, pintor de los capítulos.
No hay información sobre él hasta su primer proyecto realizado como maestro en 1627. Los contratos se multiplican a partir de esa fecha.
El 7 y 28 de agosto de 1627, firmó con el arquitecto Claude Pacot un contrato para "restaurar y reacomodar" la estatua de Clémence Isaure, el legendario fundador de los Juegos Florales de Toulouse. El diseño del nicho que fue construido en el Gran Consistorio del Capitolio, fue donado por Jean Chalette. Pierre Affre y Claude colaboraron posteriormente en algunos proyectos.
El 6 de enero de 1632 firmó su contrato de matrimonio con Jeanne Alby. Se casó en segundas nupcias el 20 de junio de 1645 con Isabeau Laureaux, viuda de un orfebre.
En 1634, se asoció con el carpintero Jacques Blanc para la realización de un tabernáculo para el que Pierre Affre debía proporcionar las esculturas.

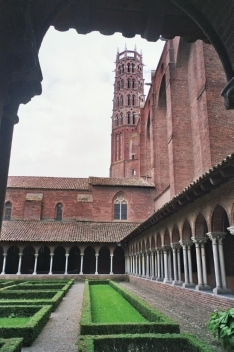
Claustro del Convento de los Jacobinos de Toulouse

En el año 1635 se asoció con el maestro escayolista Jacques Mouret para la realización del retablo de la hermandad de cirujanos que se encuentran en una capilla del claustro del Convento de los Jacobinos de Toulouse.
En 1636, el tabernáculo para el convento de Fongrave en Agenais.
Retablo de la capilla Garaison, entre 1637 y 1640.
El 30 de diciembre de 1638, el pintor Nicolas Tournier, enfermo, hizo su testamento en la casa de Pierre Affre donde vivía.
En 1640, Pierre Affre trabajó con el arquitecto tolosano Jacques Porthes para el establecimiento de la tumba de Marc-Antoine de Gourgues, presidente en el Parlamento de Burdeos en la iglesia del Carmen en esta ciudad.
Entre 1645 y 1648, produjo el magnífico retablo del altar mayor de la Basílica de San Sernín, desaparecido a día de hoy.
Se encontraba en 1646 asociado con el cantero de Toulouse Jacques Mercier para la instalación de cuatro ventanas en el edificio del Poids de l'huile al costado del Capitolio. Jacques Mercier es conocido por su participación en el Pont-Neuf de Toulouse en 1662 .
En 1653, trabajó con el maestro platero tolosano Antoine Guillermy en la realización de un busto relicario de San Julián para la iglesia Fauga. En 1655, se asoció con el maestro platero Bertrand Lacère para la ejecución de un busto relicario encargado por los cónsules de Rabastens.
Realizó en 1662 el proyecto de restauración de la capilla de los Carmelitas de Toulouse. Este altar se conoce por los dibujos de Pierre Affre.
Retablo del Colegio de Saint-Raymond de Toulouse, 1667 .
Al fallecer Pierre Affre en 1669, su taller había llevado a cabo durante casi cuatro décadas los encargos de escultura más importantes de Toulouse. Marc Arcis tenía diecisiete años, y Thibaud Maistrier había aprendido el oficio en su taller. 
Gervais Drouet fue otro escultor con taller propio en Toulouse, contemporáneo y competencia para Affre.

## El taller de Pedro Affre
En 1669, con la muerte de Pierre Affre, su taller fue heredado por su hijo François, pero murió en 1670. Su hermano Simon era menor y no tenía gran interés por la escultura.
Fue su yerno Antoine Guépin el que se hizo cargo del taller. Siguió los pasos de su suegro en la realización de altares de madera, piedra y mármol. No se han encontrado rastro de su nombre en las actas después de 1690.
El taller fue llevado probablemente por Rossat Gabriel, nacido en Viena, que se había casado con una hija de Anthony Guépin. Ambos habían participado en 1689 en la realización del baldaquino de la Iglesia de Nuestra Señora de Dalbade. Su nombre aparece en 1702 en un contrato para esculpir los escudos de armas de piedra en la casa del preboste. 